# Heliotrop (Gebäude)
Das Heliotrop (von Heliotropismus) in Freiburg im Breisgau ist das erste Drehsolarhaus des Architekten Rolf Disch. Das Haus, das 1994 bezogen wurde, ist als Experimentierhaus errichtet worden. Im Rahmen des Deutschen Architekturpreises 1995 wurde ein Anerkennungspreis verliehen. 1996 erhielt der Bau Sonderpreise beim Wettbewerb Das goldene Haus der Zeitschrift Haus und Garten sowie im Rahmen des Freiburger Innovationspreises.

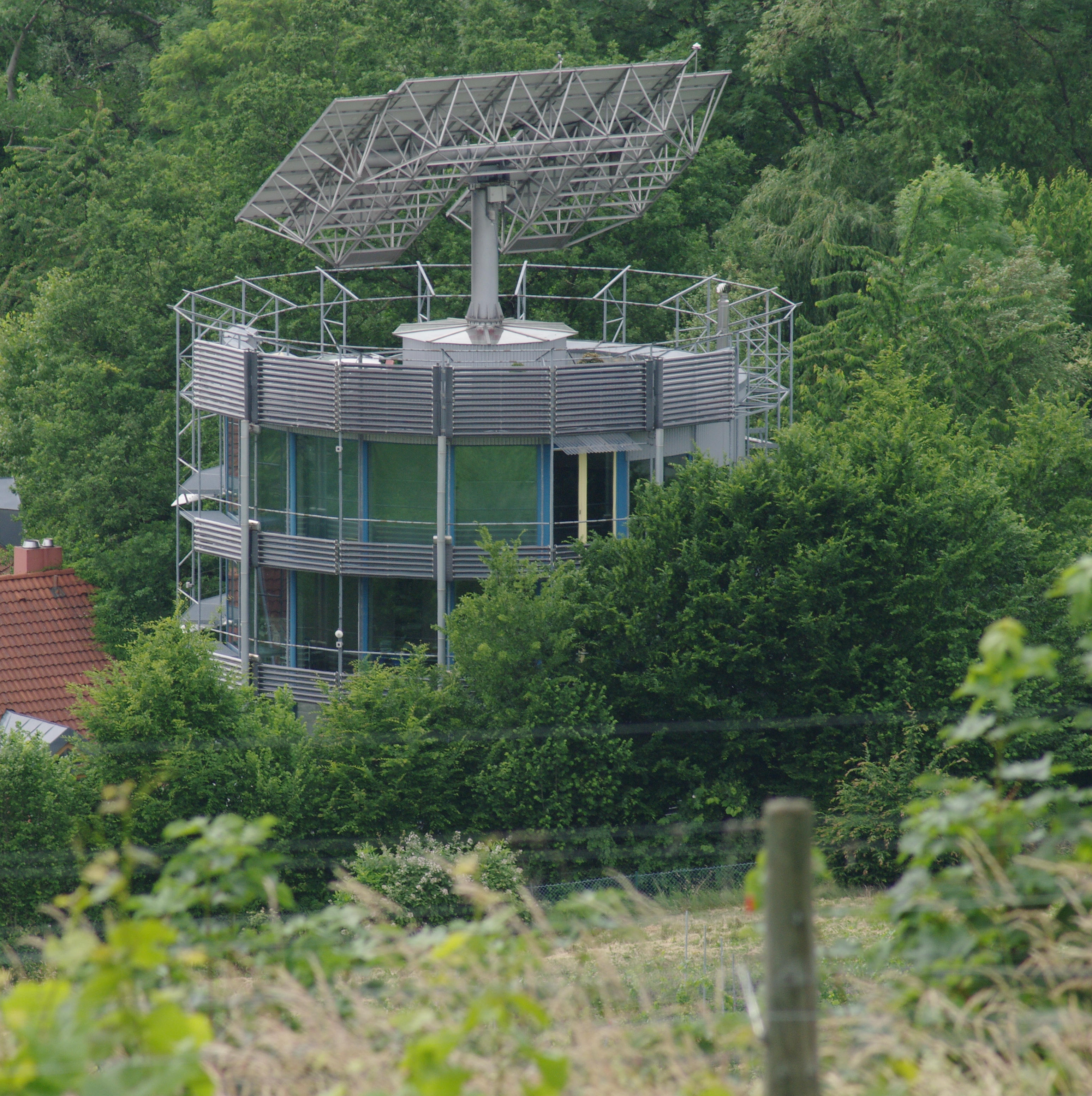
Das Heliotrop in Freiburg um 16:48

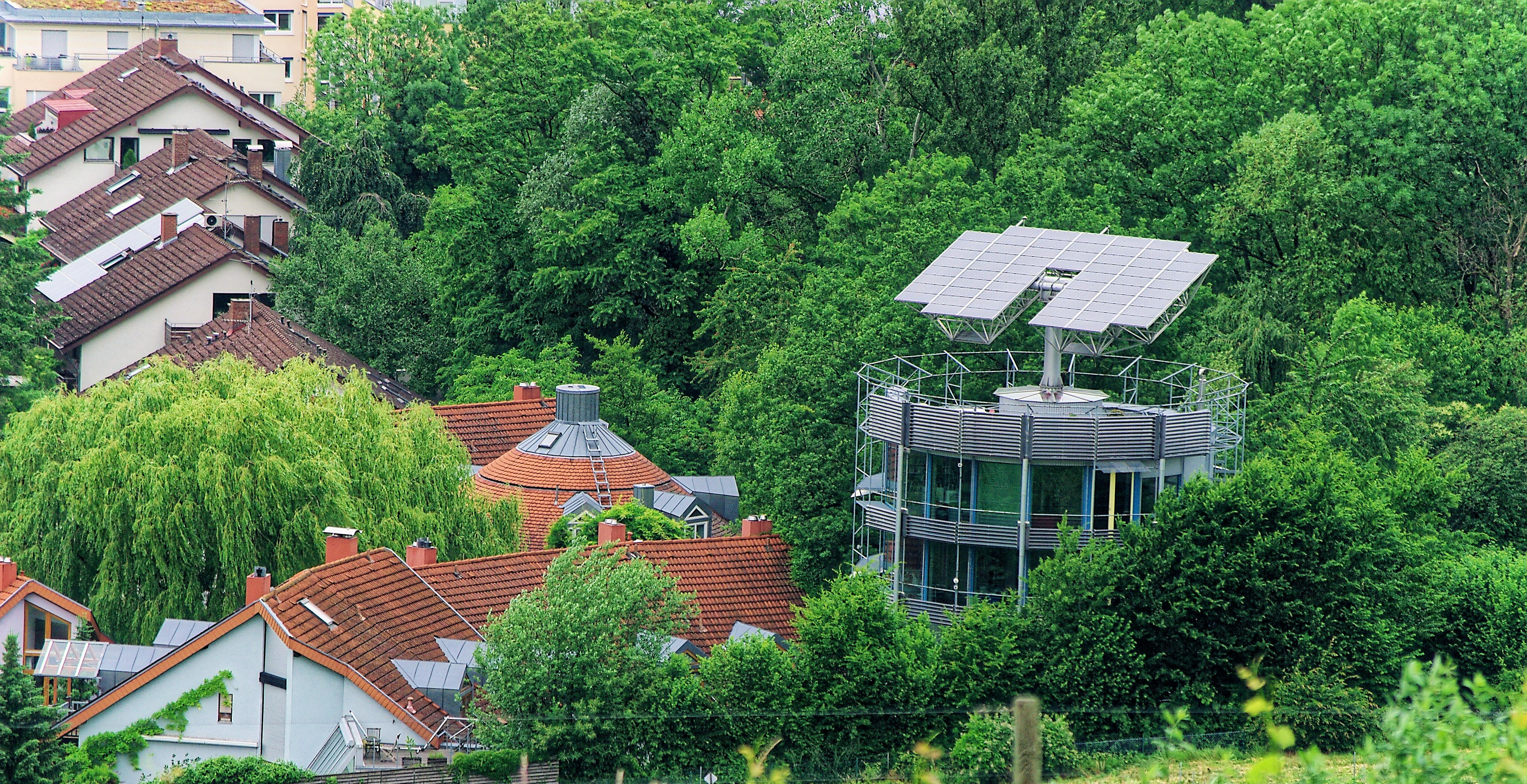
Das Heliotrop in Freiburg um 11:41

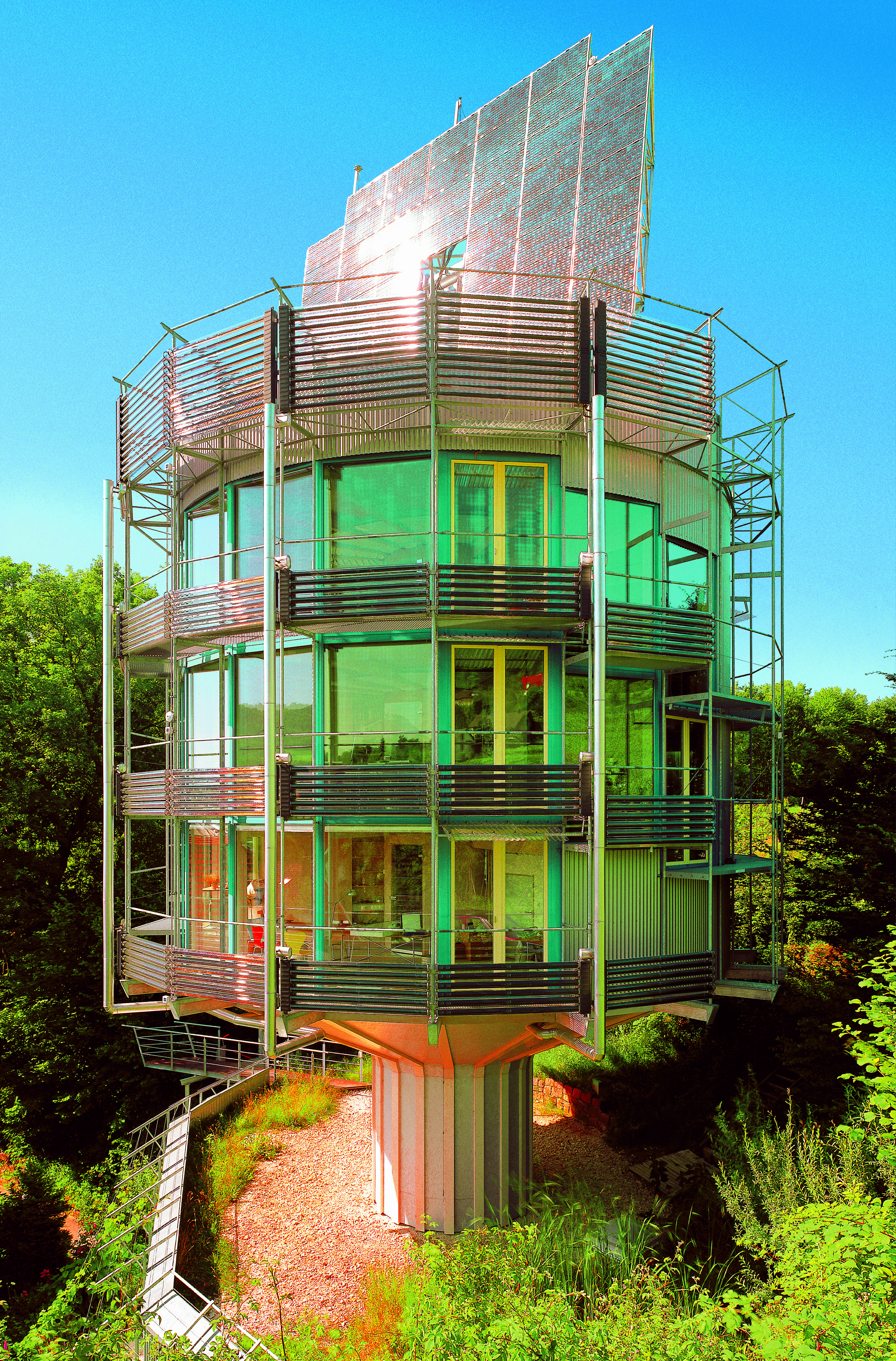
Heliotrop Freiburg

## Technologische Grundlagen
Das 18 Meter hohe Gebäude in Holzbauweise mit vorgefertigten in Modulen ist hochisoliert und einseitig verglast. Mit Hilfe eines zentralen Drehmechanismus kann die Gebäudeausrichtung zur Sonne geändert werden.
Der energetische Aufwand, um das Gebäude der Sonne nachzudrehen, liegt bei einer Motorleistung von 120 Watt und einem Verbrauch von lediglich 20 kWh pro Jahr. Der Energieverbrauch des Hauses ist jedoch auch ohne Drehung auf einem sehr niedrigen Niveau.
Das Gebäude wurde unter Verwendung umfangreicher Umweltschutztechniken realisiert. Neben der Gewinnung elektrischer Energie durch eine Photovoltaikanlage auf dem Dach sowie Vakuum-Röhrenkollektoren an den Balkonbrüstungen, die für warmes Wasser und Raumheizung sorgen, kommen auch heute wenig verbreitete Elemente wie die systematische Nutzung von Regenwasser, Trockenkomposttoiletten und Klärung des Abwassers in einer Schilfkläranlage zur Anwendung. Die architektonische Grundform einer drehbaren Säule aus Holz und einseitiger Glasflächen ermöglicht es dem Gebäude, die Sonneneinstrahlung bedarfsgerecht zu nutzen, indem die Ausrichtung durch den Drehmechanismus entsprechend dem Heizenergiebedarf an den jeweiligen Sonnenstand angepasst wird. An heißen Tagen wird die Glasfassade von der Sonne weggedreht und an kalten Tagen hin, um den Treibhauseffekt zu nutzen.
Das Haus kennt keine Etagen, sondern eine Kette von spiralförmig angeordneten Zimmern. Im Kern besteht es aus einer 14 Meter hohen Röhre aus Holz mit einer schmalen Wendeltreppe und in der Mitte einem Strang aus Schläuchen und Kabeln. Das Trinkwasser beispielsweise fließt durch Melkschläuche. Sie können der Drehung folgen, die 400 Grad nie überschreitet.
In 25 Jahren haben Rolf Disch und seine Ehefrau Hanna Lehmann rund 20.000 Menschen, etwa 60 pro Monat, durch das Haus geführt.

## Weitere Heliotrope
Zur selben Zeit beauftragte die Hansgrohe AG ein weiteres Heliotrop als Besucherzentrum und Ausstellungsraum in Offenburg. Im Anschluss daran wurde 1995 ein drittes in Hilpoltstein Bayern als Dentallabor gebaut.